# Emily Bear

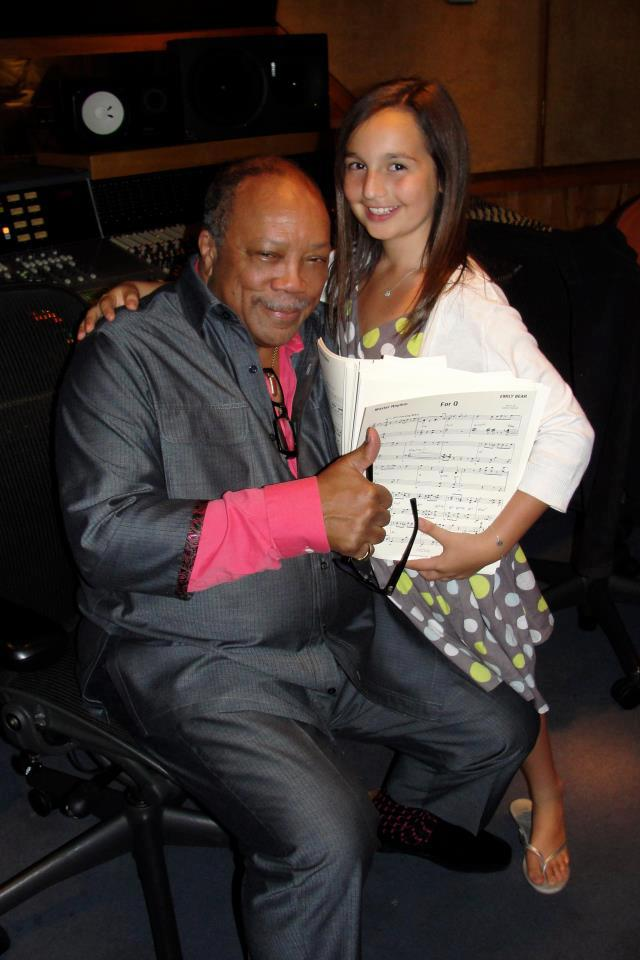
Emily Bear et Quincy Jones en juin 2012.

Emily Jordan Bear, née le 30 août 2001 à Rockford, Illinois, est une compositrice et pianiste américaine qualifiée d'enfant prodige dès son jeune âge et depuis 2022 lauréat d'un Grammy Awards et d'un Los Angeles Emmy Awards.
Après avoir commencé à jouer du piano et à composer de la musique à l'âge de trois ans, Emily Bear a joué ses propres compositions et autres compositions  avec des orchestres et des ensembles en Amérique du Nord, en Europe et en Asie, dans des lieux tels que Carnegie Hall, Hollywood Bowl et Montreux Jazz Festival. Elle a remporté deux Prix de la Fondation Morton Gould pour jeunes compositeurs de l'ASCAP et est la plus jeune à l'avoir décroché. Bear a également remporté deux prix ASCAP Foundation Herb Alpert de jeunes compositeurs de jazz.

## Biographie

### Jeunesse
Emily Bear est née et a grandi à Rockford (Illinois), elle est la plus jeune des trois enfants de Brian, un chirurgien orthopédiste, et Andrea Bear,. Sa mère a étudié la musique et a chanté professionnellement,.
Dès ses deux ans, sa grand-mère Merle Langs Greenberg, une enseignante de piano, a reconnu son talent. À trois ans, elle compose sa première chanson, Crystal Ice. L'année suivante elle étudie la musique avec Emilio del Rosario à l'Institut de Musique de Chicago et est inscrite au campus de Winnetka pour étudier la musique classique.
Depuis l'âge de six ans, elle étudie le piano classique avec l'ancien claviériste principal de l'Orchestre symphonique de Chicago, Mary Sauer, et étudie également avec Veda Kaplinsky, chef du département de piano de l'école Juilliard. Elle étudie l'improvisation de jazz avec Frank Kimbrough et compose avec Ron Sadoff, directeur du département de scoring de films de l'Université de New York. Avec le jazz elle s'intéresse aussi aux musiques de film,,, et en 2013 elle est la plus jeune compositrice de l'histoire pour assister à l'atelier de musique de film de Steinhardt School of Culture, Education and Human Development,.
Après avoir été scolarisée à la maison pendant quelques années, Bear s'est inscrite à Guilford High School à Rockford en 2015, diplômée à l'âge de 15 ans en 2017. Elle étudie au Berklee College of Music. Mais après avoir rejoint la célèbre agence cinématographique Kraft&Engel à l'âge de 16 ans en 2017, elle a abandonné ses études,,.

### Débuts professionnels
Elle fait ses débuts professionnels au piano au Ravinia Festival à l'âge de cinq ans, le plus jeune interprète à y jouer.
À l'âge de six ans, elle remporte en 2008 son premier Prix de Morton Gould pour la Fondation ASCAP, pour son morceau "Northern Lights", étant le plus jeune compositeur à l'avoir remporté. Elle a également remporté le Rockford Zone Music Industry Outstanding Achievement Award (RAMI) cette année. Emily a fait six apparitions dans l'émission télévisée d'Ellen DeGeneres. Elle a joué en 2008 à la Maison-Blanche pour le président George W. Bush. Elle interprète le Concerto pour piano n° 23 de Mozart avec l'Orchestre symphonique Champaign-Urbana à l'âge de 7 ans puis plus tard avec le Rockford Symphony Orchestra. Elle participe également cette année au McDonald's Thanksgiving Parade à Chicago et joue l'année suivante dans l'émission Good Morning America. À l'âge de huit ans, elle avait composé plus de 350 œuvres.

### Premiers concerts
Emily Bear a fait ses débuts au Carnegie Hall en 2010, à l'âge de 9 ans, en jouant sa propre composition pour orchestre et chœur, "Peace: We Are the Future". La même année, elle joue dans le spectacle de télévision Dancing with the Stars.
En 2011, au 3e PTTOW! (Sommet des jeunes médias et d'innovation en Californie), elle interprète  devant le Dalaï Lama sa chanson Diversity, qu'elle avait écrite pour lui,.
La même année, elle a commencé à travailler avec Quincy Jones. Il l'a présentée au 45e Festival de Jazz de Montreux en Suisse et au Festival Castell de Peralada, en Espagne, où elle joue en solo ainsi qu'en trio avec Esperanza Spalding et Andrea Motis. Elle apparaît avec Quincy Jones au Hollywood Bowl devant 11 000 personnes, où elle joue un meddley de ses propres arrangements, "Bumble Boogie" accompagné de "Blues Miss Celie", du musical The Color Purple, chanté par Gloria Estefan, Patti Austin, Siedah Garrett et Nikki Yanofsky. Jones a déclaré: «Je suis à la fois stupéfait et inspiré par le talent énorme qu'Emily incarne, la capacité de passer sans interruption du Classique au Jazz et au Be-bop ... il n'y a pas de limites aux hauteurs musicales qu'elle peut atteindre.".
En 2012, elle s'est produite en tant qu'invitée à Zürich, en Suisse, lors du gala de patinage sur glace "Art on Ice" devant un public de 15 000 spectateurs. Les patineurs Aljona Savchenko/Robin Szolkowy, après leur quatrième titre de Coupe du Monde à Nice, dansent sur la chanson DiversityElle a également joué au gala de Life Ball 2012 à Vienne, en Autriche, et a été l'une des 25 célébrités qui ont signé des pianos Steinway mis aux enchères au profit de AIDS Life, Emily participe au 2012 Global Day Citizen Award Dinner à New York, où Quincy Jones et d'autres ont été honorés par l'Atlantic Council. La même année, elle joue le premier mouvement du concerto pour piano de Schumann en mineur avec la Santa Fe Concert Association. Lors de ce concert, l'orchestre a également commencé sa composition "Santa Fe" et interprété son arrangement de "Satin Doll". Elle y revient deux ans plus tard, en 2013, et se produit de nouveau avec le Rockford Symphony Orchestra. Elle compose également la musique pour une campagne publicitaire nationale pour Weight Watchers, appelée "Simple Start". La même année, WGN-TV a présenté le documentaire «Fille avec un cadeau», présentant les débuts d'Emily Bear. Le programme a remporté un Chicago / Midwest Emmy Awards 2014.

### 2013 à 2016:Diversity
En 2013, Emily publie Diversity, un album de compositions originales de jazz, sur le label Concord Records, avec le bassiste Carlitos del Puerto, le batteur Francisco Mela et le violoncelliste Zuill Bailey. Il a été produit par Quincy Jones et enregistré au Westlake Recording Studios à Los Angeles,. L'album bien accueilli a atteint un court temps la première place sur Itunes Jazz USA, la 5e place au Jazz Billboard  et la 3e place dans la catégorie jazz traditionnel.
Jeff Tamarkin a écrit pour JazzTimes : 
"Bear est une pianiste talentueuse... qui comprend naturellement le rôle de son instrument à la fois en solo et en groupe. Elle peut improviser intelligemment, passer des genres, des tempos et des dispositions sans effort, élever une mélodie. [...] Il n'y a rien d'enfantin dans la musique de Bear, bien que certaines de ses ballades classiques s'approchent du new âge, elle ne tombe jamais tout à fait dans ce piège, elle connaît déjà la différence entre le jazz et Muzak. Avec beaucoup d'enfants super talentueux, on a souvent le sentiment qu'un mécanisme prend le dessus et les guide, mais la diversité se sent comme le travail d'un artiste de profondeur et de sensibilité".
Ellen Marie Hawkins, dans Relate magazine, a commenté : « Il y a une excitation à cette musique, et ... Je me sentais comme si j'étais emportée avec une énergie illimitée, désireuse de voir une chose et puis tout aussi rapidement, l'expérience d'un autre... Je souriais et je dansais, et je vivais cette musique. » Comme avec ses enregistrements antérieurs et beaucoup de ses performances, Emily Bear fait don d'une partie de ses profits à la charité. En juillet 2013, elle participe à quelques concerts de Quincy Jones à Montreux, en Suisse, à Séoul, en Corée du Sud et au Japon.
Emily joue en 2014 sur le spectacle The Queen Latifah Show, s'accompagnant au piano et chantant . La même année, elle réalise un programme solo de jazz et de morceaux classiques à Clinton, au Connecticut, l'un des nombreux concerts où elle démontre sa capacité à composer des histoires musicales et de la musique d'improvisation sur demande,. À la fin de 2014, Emily Bear interprète Rhapsody in Blue de George Gershwin, ainsi que ses propres compositions, avec le New Haven Symphony Orchestra, le Winnipeg Symphony Orchestra et le Performance Santa Fe Orchestra. Holly Harris a écrit pour le Winnipeg Free Press : Après avoir réjoui la foule avec un programme de jazz et de musique classique de deux heures, [Bear] a entamé Rhapsody in Blue de Gershwin comme un jeu d'enfant . Elle a également joué en trio avec le violoncelliste Dave Eggar aux ASCAP Centennial Awards en novembre,.
Depuis 2014, Emily dirige l'Emily Bear Trio, avec le bassiste Peter Slavov et le batteur Mark McLean. En 2015, elle gagne un autre prix de la Fondation ASCAP Morton Gould pour sa pièce orchestrale Les Voyages. Au Jazz Open Stuttgart 2015, elle a donné plusieurs concerts,. Pendant ces jours la chaîne SWR Fernsehen produit un reportage sur elle, intitulé Le talent a un nom : Emily Bear.
Plus tard cette année-là, Emily a été conférencière à la Chicago Ideas Week et, lors du Broadway Cast Recording de 2015 du musical Docteur Jivago, a joué une version pour piano solo de "He's there". La même année, elle a composé, orchestré et exécuté une pièce d'orchestre, "The Bravest Journey", pour l'événement "Stars & Stripes: Un salut à nos anciens combattants", avec le Rockford Symphony Orchestra devant le général Colin Powell, 1 500 anciens combattants et 4 500 autres personnes dans sa ville natale de Rockford,. Elle a terminé l'année avec ses débuts au Joe's Pub à New York.
En 2016, pour l'ouverture du gala de bienfaisance "Play Me, I'm Yours", l'événement Street Piano à Mesa, en Arizona, Emily a re-orchestré "The Bravest Journey" pour 25 pianos. La même année, elle reçoit un prix Herb Alpert pour les jeunes compositeurs de jazz, de la Fondation ASCAP, pour sa chanson de jazz The Old Office. En août 2016, elle a été présentée dans un programme Disney Channel, interprétant la chanson Reflection, du film Mulan, avec la chanteuse Laura Marano. Parmi ses autres représentations en 2016, Emily Bear revient avec l'Orchestre symphonique de Rockford pour jouer Les Voyages et le Concerto pour piano en mineur d'Edvard Grieg. Elle a également joué avec son trio au Festival Gilmore de Kalamazoo, Michigan, et a donné un concert avec le Kishwaukee Symphony Orchestra, interprétant ses propres compositions symphoniques Santa Fe, The Bravest Journey, Les Voyages et Rhapsody in Blue de George Gershwin.

### 2017
Le 27 janvier 2017, Emily Bear publie un EP de jazz, Into the Blue, avec son trio, sur son label indépendant, Edston Records. L'EP inclut The Old Office, quatre autres chansons originales de jazz et son arrangement de My Favorite Things de Richard Rodgers. L'album a atteint la 7e place au Jazz Billboard.
Luiz Orlando Carneiro de Jornal do Brasil fait l'éloge de l'interprétation de My Favorite Things et pense que Old Office est conduit par des accords qui se réfèrent à Dizzy Gillespie "Une nuit en Tunisie", Je ne sais pas a un son bossa nova, Indigo, également avec une sensation de bossa nova plus mélancolique, Et Tiger Lily a un thème qui rappelle Thelonious Monk "It's Over Now". Il ajoute que Araignée, est adaptée de la bande sonore d'Emily Bear pour un film d'animation sur deux araignées concourant à créer des toiles de plus en plus élaborées inspirées d'œuvres d'art célèbres.
En janvier 2017, elle joue trois de ses créations au Valley Performing Arts Centre, près de Los Angeles, en Californie, dans le cadre d'un concert pour "Save a child's heart", une organisation humanitaire internationale basée à Israël qui offre une chirurgie cardiaque pour les enfants dans les pays sous développés. Elle reçoit son deuxième prix ASCAP Herb Alpert Young Jazz Composers, pour sa chanson Je ne sais pas, et remporte le prix RAMI 2017 pour la composition de l'année. En mars, elle participe à Chicago, au Concert for America: Stand Up, Sing Out!, pour faire bénéficier plusieurs organismes de bienfaisance pour les droits de l'homme, coproduits par Seth Rudetzky,. En tant que récipiendaire du prix Morton Gould Young Composers, elle a été chargée d'écrire une œuvre chorale intitulée "We have a dream", qu'elle a présentée et accompagnée à l'église Saint-Ignace d'Antioche à New York, le 20 mai,.
En novembre et décembre, elle est la plus jeune artiste à participer aux Night of the Proms, une tournée de 25 concerts aux Pays-Bas, en Belgique,,, en Allemagne et au Luxembourg.

### 2018
Le 5 mai 2018 elle est décorée de l'Ordre de Lincoln, la plus haute distinction civile de l'état de l'Illinois,, lors de la cérémonie elle y présentera une œuvre pour piano et orchestre en première mondiale, And Forever Free.
En mai la chaîne de télévision WGN présente un documentaire, primé par un Emmy Awards, qui s'intitule Emily Bear goes from piano prodigy to pop singer (Emily Bear passe du prodige du piano à la chanson pop).
Les 25 et 26 mai elle se produit de nouveau au Hollywood Bowl, en accompagnant en direct le film La Belle et la Bête.
En juin Emily Bear reçoit le prix Abe Olman Scholarship des Songwriters Hall of Fame.
Le 4 juillet, le Jour de l'Indépendance elle donne un concert au Millennium Park de Chicago en interprétant Rhapsody in Blue.
En 2018, à l'âge de 16 ans, Bear a signé avec l'une des principales agences de musique de film au monde,.

### 2019-2024
En 2019, Bear a sorti un EP pop „Emotions“ produit par Toby Gad. Elle a joué sur The Ellen Show avec la chanson Dancin.
En 2021, elle et Abigail Barlow ont co-écrit et sorti un album inspiré de la série Netflix La Chronique des Bridgerton, intitulé The Unofficial Bridgerton Musical, qui a remporté le Grammy Awards du Meilleur album de comédie musicale,,,, le 4 avril 2022,. Bear et Barlow étaient les seules femmes nommées dans cette catégorie et les plus jeunes de l'histoire. Après leurs victoires aux Grammy Awards, elles ont toutes deux joué dans The Today (NBC)Show.
En novembre 2021, Abigail Barlow et Emily Bear, ainsi que le chanteur Darren Criss, faisaient partie de la célébration du 50e anniversaire du Kennedy Center. Ils ont interprété la chanson " Oceans Away ".
Pour le 50e anniversaire du Walt Disney World Resort, elle a orchestré une chanson de la musicienne et productrice de musique Alana da Fonseca en tant que nouvel hymne/chanson thème "Magic is calling“  au nom de Disney, qui sera jouée dans tous les parcs à thème du complexe à Orlando, en Floride.
Une chanson distincte "Chaque souhait mérite un rêve" est utilisée comme hymne / chanson thème au Disney Sea Park au Japon depuis novembre 2022, chantée par la chanteuse japonaise Misia. Bear a co-écrit la chanson avec Toby Gad, Lindy Robbins et Ruth-Anne Cunningham.
Sa partition pour Life Centered: The Helen Jean Taylor Story a reçu un Los Angeles Area Regional Emmy Awards le 23 juillet 2022.Elle a également écrit la musique du film Dog Gone (réalisateur : Stephen Herek), qui sortira en janvier 2023.
Emily Bear joue du piano dans la musique du compositeur Inon Zur pour le jeu vidéo Syberia: The World Before,.
Bear est membre fondateur du conseil d'administration de la Grammy Recording Academy Leadership Council Songwriters & Composers Wing avec Carole King, Diane Warren et Hans Zimmer.
En février 2023, il a été annoncé que Bear, avec Abigail Barlow, feraient partie de l'équipe créative dirigée par Marius de Vries et Christopher Wheeldon dans le prochain film sur Fred Astaire et Ginger Rogers.
En tant que pianiste, Emily Bear fait partie du Beyoncé Renaissance World Tour.
Début février 2024, Disney a annoncé qu'Emily Bear et Abigail Barlow seraient responsables des chansons de Vaiana 2, dont la sortie en salles est prévue le 27 novembre 2024, succédant à Lin-Manuel Miranda, qui jouait le rôle de le premier film a écrit des chansons,.
À la mi-août 2024, il a été annoncé que Bear avait également composé la musique du film K-Pops, le premier film du musicien Anderson .Paak. Sa musique de film a été saluée comme une « bande originale de tueur » sur RogerEbert.com.
En même temps que Moana 2, un autre film avec sa musique devrait sortir le 27 novembre 2024. Elle a composé la musique de la comédie romantique Our Little Secret du réalisateur Stephen Herek. Il s'agit de la deuxième collaboration pour Netflix après Dog Gone.

## Discographie
- Five Years Wise (2007)
- The Love In Us (2008)
- Once Upon A Wish (2008)
- Always True (2009)
- Hope (2010)
- Diversity (2013)
- Into The Blue (EP) (2017)
- Émotions (EP) (2019)
- The Unofficial Bridgerton Musical (2021, avec Abigail Barlow)

## Distinctions
- 2008 ASCAP Morton Gould Young Composer Award - "Northern Lights"[97],[98]
- 2015 ACSAP Morton Gould Young Composer Award - Les Voyages[99],[100]
- 2016 ASCAP Herb Alpert Young Jazz Composer Award  -" Old Office"[101],[102]
- 2017 ASCAP Herb Alpert Young Jazz Composer Award - "Je ne sais pas"[103],[104]
- 2017 RAMI (Rockford Area Music Industry Award) - Compose of the year "Into the Blue"[105],[106]
- 2018 Abe Olman Scholarship (Songwriters Hall of Fame)[107]
- 2022 Grammy Award du Meilleur album de comédie musicale - "The Unofficial Bridgerton Musical"[80]
- 2022 Emmy Awards Los Angeles Area (pour partition Life Centered: The Helen Jean Taylor Story)[108],[109]